# بطولة آسيا للبندقية الهوائية 2017
بطولة آسيا للبندقية الهوائية 2017 أُقيمت في صالة بلدية واكو في اليابان خلال الفترة من 6 إلى 12 ديسمبر 2017.

## ملخص الميداليات

### الرجال
| Event                  | الذهبية                                                                                | الفضية                                                                                      | البرونزية |
| ---------------------- | -------------------------------------------------------------------------------------- | ------------------------------------------------------------------------------------------- | --- |
| 10 م مسدس هوائي        | هي جونغيانغ (He Zhengyang) · الصين                                                     | يانغ وي (Yang Wei) · الصين                                                                  | جيتو راي (Jitu Rai) · الهند                                                                                         |
| 10 م مسدس هوائي فرق    | الهند · جيتو راي (Jitu Rai) · شاهزار ريزفي (Shahzar Rizvi) · أومكار سينغ (Omkar Singh) | الصين · هي جونغيانغ (He Zhengyang) · وانغ جهاو (Wang Zhehao) · يانغ وي (Yang Wei)           | فيتنام · هوانغ شوان فينه (Hoàng Xuân Vinh) · نغوين دينه ثانه (Nguyễn Đình Thành) · تران كوك كيونغ (Trần Quốc Cường) |
| 10 م بندقية هوائية     | سونغ بوهان (Song Buhan) · الصين                                                        | كاو ييفي (Cao Yifei) · الصين                                                                | رافي كومار (Ravi Kumar) · الهند                                                                                     |
| 10 م بندقية هوائية فرق | الصين · كاو ييفي (Cao Yifei) · سونغ بوهان (Song Buhan) · يانغ هاوران (Yang Haoran)     | الهند · ديباك كومار (Deepak Kumar) · رافي كومار (Ravi Kumar) · غانغان نارانغ (Gagan Narang) | اليابان · ماسيا إندو (Masaya Endo) · ناويا أوكادا (Naoya Okada) · أتسوشي شيمادا (Atsushi Shimada)                   |

### السيدات
| Event                  | الذهبية                                                                              | الفضية | البرونزية                                                                                            |
| ---------------------- | ------------------------------------------------------------------------------------ | --- | --- |
| 10 م مسدس هوائي        | يوكاري كونوشي (Yukari Konishi) · اليابان                                             | أوتريادين غوندغما (Otryadyn Gündegmaa) · منغوليا                                                                     | هينا سيدهو (Heena Sidhu) · الهند                                                                     |
| 10 م مسدس هوائي فرق    | الصين · تشي شياوتينغ (Che Xiaoting) · تشيان وي (Qian Wei) · وانغ تشيان (Wang Qian)   | الهند · شري نيفيثا بارامانانثام (Shri Nivetha Paramanantham) · هينا سيدهو (Heena Sidhu) · هارفين سراو (Harveen Srao) | تايبيه الصينية · هوانغ يو جينغ (Huang Yu-jing) · وو تشيا يينغ (Wu Chia-ying) · يو آي وين (Yu Ai-wen) |
| 10 م بندقية هوائية     | شي مينغياو (Shi Mengyao) · الصين                                                     | تشاو روتشو (Zhao Ruozhu) · الصين                                                                                     | أديل تان (Adele Tan) · سنغافورة                                                                      |
| 10 م بندقية هوائية فرق | الصين · شي مينغياو (Shi Mengyao) · وانغ لياو (Wang Luyao) · تشاو روتشو (Zhao Ruozhu) | الهند · أنجوم مودغيل (Anjum Moudgil) · بوجا غاتكار (Pooja Ghatkar) · ميغانا سجانار (Meghana Sajjanar)                | سنغافورة · ليم يي شيان (Lim Yee Xien) · جاسمين سير (Jasmine Ser) · أديل تان (Adele Tan)              |

### المختلط
| Event                        | الذهبية                                                                       | الفضية                                                                        | البرونزية                                                                              |
| ---------------------------- | ----------------------------------------------------------------------------- | ----------------------------------------------------------------------------- | -------------------------------------------------------------------------------------- |
| 10 م مسدس هوائي فرق مختلط    | اليابان · تومويوكي ماتسودا (Tomoyuki Matsuda) · ساتوكو يامادا (Satoko Yamada) | فيتنام · هوانغ شوان فينه (Hoàng Xuân Vinh) · لي ثي لينه تشي (Lê Thị Linh Chi) | أوزبكستان · فلاديمير سفيتشنكوف (Vladimir Svechnikov) · لينارا أسانوفا (Lenara Asanova) |
| 10 م بندقية هوائية فرق مختلط | الصين · يانغ هاوران (Yang Haoran) · تشاو روتشو (Zhao Ruozhu)                  | اليابان · أتسوشي شيمادا (Atsushi Shimada) · أيانُو شيميزو (Ayano Shimizu)      | الكويت · عبدالله الحربي (Abdullah Al-Harbi) · مريم الأرزوقي (Maryam Arzouqi)           |

## جدول الميداليات
*   البلد المضيف (مضيف)
| المرتبة | فريق           | ذهبية | فضية | برونزية | المجموع |
| ------- | -------------- | ----- | ---- | ------- | ------- |
| 1       | الصين          | 7     | 4    | 0       | 11      |
| 2       | اليابان        | 2     | 1    | 1       | 4       |
| 3       | الهند          | 1     | 3    | 3       | 7       |
| 4       | فيتنام         | 0     | 1    | 1       | 2       |
| 5       | منغوليا        | 0     | 1    | 0       | 1       |
| 6       | سنغافورة       | 0     | 0    | 2       | 2       |
| 7       | تايبيه الصينية | 0     | 0    | 1       | 1       |
| 7       | الكويت         | 0     | 0    | 1       | 1       |
| 7       | أوزبكستان      | 0     | 0    | 1       | 1       |
| المجموع | المجموع        | 10    | 10   | 10      | 30      |

## وصلات خارجية
- النتائج الرسمية